# K-League de 1983
A Korean Super League 1983 foi a primeira edição da principal divisão de futebol na Coreia do Sul, a K-League. A liga começou em 8 de maio de 1983 e terminou em 25 de setembro de 1983.
Cinco times participaram da liga, dois profissionais (Hallelujah FC e Yukong Elephants) e três amadores (POSCO, Daewoo e Kookmin Bank). Um campeonato disputado em estágios teve na primeira fase em cinco cidades (Seoul, Busan, Daegu, Jeonju, Daejeon) e no segundo estágios as cinco cidades mais quatro adicionadas (Gwangju, Chuncheon, Masan, Andong).

## Classificação final
| Pos | Time             | Pts | J  | V | E | D  | GM | GS | SG  | notas   |
| --- | ---------------- | --- | -- | - | - | -- | -- | -- | --- | ------- |
| 1.  | Hallelujah FC    | 20  | 16 | 6 | 8 | 2  | 28 | 20 | +8  | Campeão |
| 2.  | Daewoo           | 19  | 16 | 6 | 7 | 3  | 21 | 14 | +7  |         |
| 3.  | Yukong Elephants | 17  | 16 | 5 | 7 | 4  | 26 | 22 | +4  |         |
| 4.  | POSCO            | 16  | 16 | 6 | 4 | 6  | 21 | 21 | 0   |         |
| 5.  | Kookmin Bank FC  | 8   | 16 | 3 | 2 | 11 | 11 | 30 | -19 |         |

## Artilheiros
| Pos         | Jogador       | Clube            | Gols | Jogos |
| ----------- | ------------- | ---------------- | ---- | ----- |
| 1           | Park Yoon-Ki  | Yukong Elephants | 9    | 14    |
| 2           | Lee Chun-Seok | Daewoo           | 8    | 16    |
| 3           | Lee Kil-Yong  | POSCO            | 7    | 13    |
| 4           | Lee Jang-Soo  | Yukong Elephants | 6    | 10    |
| 4           | Oh Seok-Jae   | Hallelujah FC    | 6    | 16    |
| 6           | Kim Hee-Chul  | POSCO            | 5    | 13    |
| 7           | Chung Hae-Won | Daewoo           | 4    | 13    |
| 7           | Park Sang-In  | Hallelujah FC    | 4    | 16    |
| 9           | 7 jogadores   | 7 jogadores      | 3    | –     |
| 16          | 10 jogadores  | 10 jogadores     | 2    | –     |
| 26          | 15 jogadores  | 15 jogadores     | 1    | –     |
| Gols contra | Gols contra   | Gols contra      | 2    | –     |